# Chú hề
Chú hề là một người trình diễn hài hước, người sử dụng sự khoa trương (slapstick) hay các kiểu khác của hài cơ thể, thường qua cử chỉ điệu bộ. Peter Berger viết rằng "Có vẻ như hợp lý rằng những nhân vật ngốc nghếch và điên rồ, giống như tôn giáo hay ma thuật, đáp ứng được những nhu cầu sâu xa của xã hội con người".